# La Guardia de Jaén
La Guardia de Jaén è un comune spagnolo di 3 301 abitanti situato nella comunità autonoma dell'Andalusia.